# Перковиці
Перковиці (пол. Perkowice) — село в Польщі, у гміні Біла Підляська Більського повіту Люблінського воєводства. Населення — 239 осіб (2011).

## Історія
За даними етнографічної експедиції 1869—1870 років під керівництвом Павла Чубинського, у селі переважно проживали греко-католики, які розмовляли українською мовою.
У 1975—1998 роках село належало до Білопідляського воєводства.

## Демографія
Демографічна структура станом на 31 березня 2011 року:
|          | Загалом | Допрацездатний вік | Працездатний вік | Постпрацездатний вік |
| -------- | ------- | ------------------ | ---------------- | -------------------- |
| Чоловіки | 111     | 19                 | 74               | 18                   |
| Жінки    | 128     | 24                 | 73               | 31                   |
| Разом    | 239     | 43                 | 147              | 49                   |